# 스웨덴 그랑프리

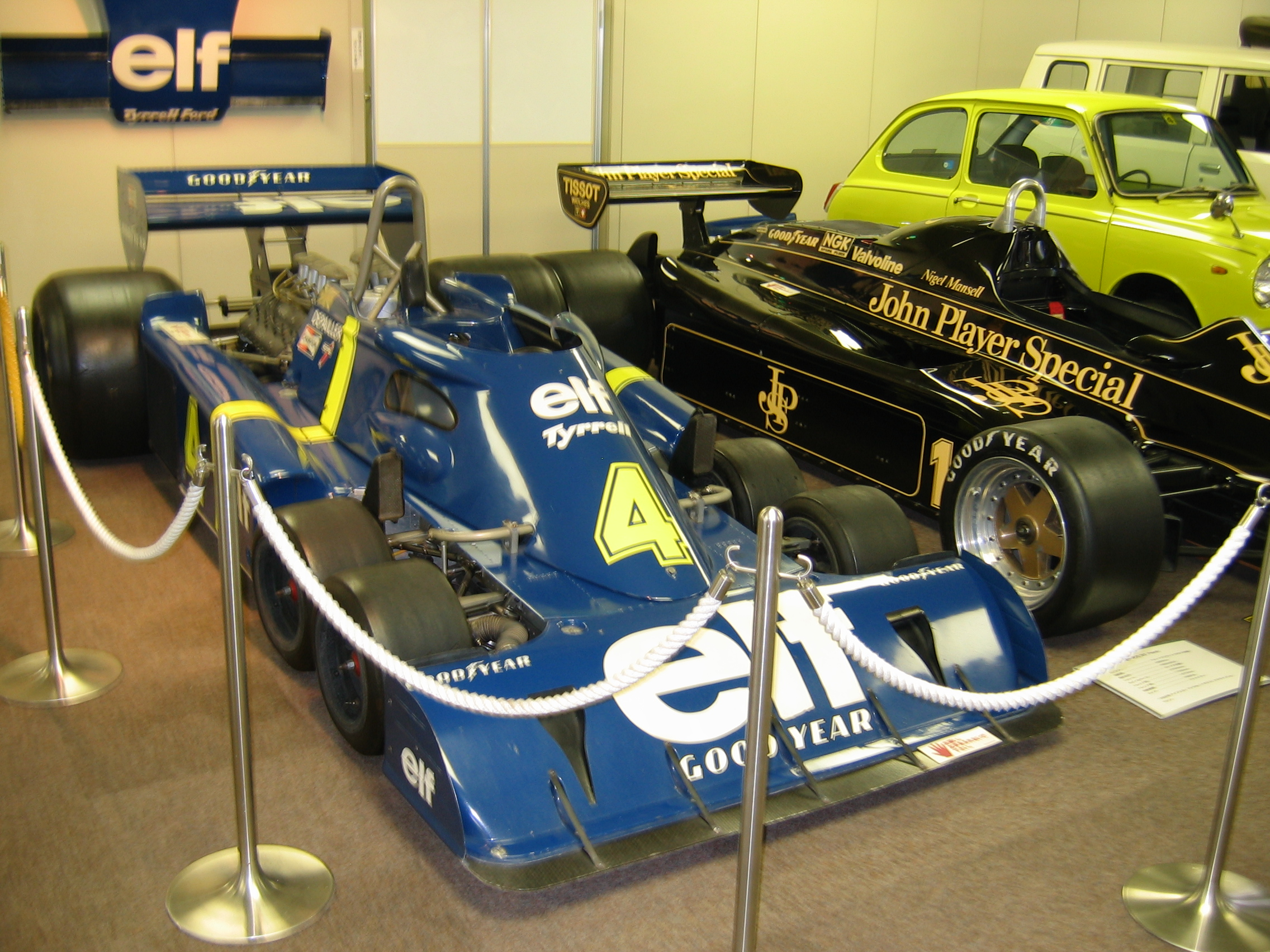

스웨덴 그랑프리(영어: Swedish Grand Prix, 스웨덴어: Sveriges Grand Prix)는 스웨덴의 F1 경주이다.